# Беконд
Беконд (нем. Bekond) — община в Германии, в земле Рейнланд-Пфальц. 
Входит в состав района Трир-Саарбург. Подчиняется управлению Швайх.  Население составляло 797 человек (на 31 декабря 2010 года). Занимает площадь 3,81 км².